# Tomaspisinella infuscata
Tomaspisinella infuscata är en insektsart som beskrevs av Victor Lallemand 1949. Tomaspisinella infuscata ingår i släktet Tomaspisinella och familjen spottstritar. Inga underarter finns listade i Catalogue of Life.